# Danh sách chuyến viếng thăm mục vụ của Giáo hoàng Phanxicô
Đây là danh sách chuyến viếng thăm mục vụ của Giáo hoàng Phanxicô bên ngoài nước Ý. Chuyến viếng thăm Philippines của ông hồi tháng 1 năm 2015 đã trở thành sự kiện giáo hoàng lớn nhất trong lịch sử với khoảng 6-7 triệu người tham dự tại thủ đô Manila, vượt qua sự kiện tương tự diễn ra tại Đại hội Giới trẻ Thế giới năm 1995 tại cùng một địa điểm cách đây 20 năm về trước.

## Năm 2013

### Brasil(22 đến 29 tháng 7)
Giáo hoàng Phanxicô viếng thăm Rio de Janeiro nhân dịp Đại hội Giới trẻ Thế giới 2013. Đây là chuyến đi nước ngoài đầu tiên và duy nhất được lên kế hoạch cho ông vào năm này. Phanxicô đã chính thức được chào đón đến Brasil trong một buổi lễ tại điện Guanabara và hội kiến với Tổng thống Brasil Dilma Rousseff. Trong suốt sự kiện, người ta ước tính có khoảng 3,5 triệu người hành hương đã tụ tập ở bãi biển Copacabana để tham dự thánh lễ do ông cử hành. Chuyến đi Brasil đã được lên kế hoạch cho vị tiền nhiệm là Giáo hoàng Biển Đức XVI trước khi ông từ chức.

## 2014

### Israel,Jordan, vàPalestine(24 đến 26 tháng 5)
Giáo hoàng Phanxicô đã đến thăm Amman, Bethlehem và Jerusalem. Chuyến đi này được công bố trong buổi đọc kinh Truyền Tin Chủ nhật ngày 5 tháng 1 năm 2014.. Ông đến Jordan vào ngày 24 tháng 5 và có cuộc hội kiến với vua Abdullah II, sau đó cử hành thánh lễ tại Sân vận động Quốc tế Amman. Trong chuyến đi này, ông cũng cầu nguyện tại hàng rào Bờ Tây Israel và cũng đến viếng thăm đài tưởng niệm các nạn nhân nạn diệt chủng cùng với Thủ tướng Israel Benjamin Netanyahu. Sau cùng, ông hội kiến Thượng phụ Batôlômêô I của Constantinopolis như một cử chỉ đối thoại với Chính Thống giáo.

### Hàn Quốc(14 đến 18 tháng 8)
Giáo hoàng Phanxicô đã viếng thăm Hàn Quốc nhân dịp Đại hội Giới trẻ châu Á lần thứ sáu và được Tổng thống Hàn Quốc Park Geun-hye ra chào đón. Sau đó, ông có một buổi gặp riêng với các gia đình nạn nhân của vụ lật phà Sewol. Ông đã có một bài diễn văn bằng tiếng Anh lần đầu tiên trên cương vị giáo hoàng. Phát biểu tại Văn phòng Tổng thống ở Seoul, ông nói "Tôi đến đây để suy tư về hòa bình và hòa giải trên bán đảo Triều Tiên." Ngày 15 tháng 8, cử hành thánh lễ trước 50.000 người tại Sân vận động World Cup Daejeon, ông đề nghị người Hàn Quốc "hãy khước từ mô hình kinh tế vô nhân tính vì đã tạo ra các hình thức mới của đói nghèo và cách ly người lao động." Ông cũng phong chân phước cho 124 vị tử đạo Hàn Quốc tại Quảng trường Gwanghwamun với ước tính có 800.000 người tham dự vào ngày 16 tháng 8. Ông kết thúc chuyến viếng thăm nước này bằng một thánh lễ cầu nguyện cho hòa bình và hòa giải trên đảo Triều Tiên ở Nhà thờ chính tòa Myeongdong ở Seoul.